# Chaparral Cars
Pour les articles homonymes, voir Chaparral (homonymie).
Chaparral Cars était une équipe de course automobile américaine basée à Midland au Texas fondée en 1961 par Hap Sharp et Jim Hall.
Chaparral s'est rendue célèbre pour ses innovations techniques (notamment dans le domaine de l'aérodynamisme).
Le logo sur l'écusson du constructeur représente l'oiseau coureur connu sous le nom scientifique de Grand Géocoucou et plus populairement correcaminos (espagnol) ou roadrunner (anglais) , qui fut le modèle pour le célèbre dessin animé Bip-Bip et Vil Coyote

## La création
Chaparral Cars fut fondée en 1961 par Hap Sharp et Jim Hall, deux hommes d'affaires et pilotes qui avaient beaucoup de compétences dans l'ingénierie et la course automobile. Les Chaparral coururent en Can-Am et dans les courses d'endurance.
Chaparral était, à cette époque, l'écurie qui utilisait le plus efficacement les prises d'air et les spoilers. Leur coup de maître étant la 2E de 1966. La 2J, quant à elle, était la première voiture à « effet de sol », c'est-à-dire qu'elle allait jusqu'à utiliser un ventilateur pour aspirer l'air se trouvant sous la voiture. L'utilisation d'une transmission semi-automatique dans les Chaparral était une des principales raisons de leur succès en course. La technique des Chaparral relate des principaux changements sur les voitures de course dans les années 1960 et 1970 au niveau aérodynamique.
Après leur triomphe aux 500 miles d'Indianapolis en 1980, ils quittèrent la course automobile en 1982.

## Les voitures

### Chaparral 1
La Chaparral 1 est la première voiture à porter le nom de l'entreprise et marque la transition de Jim Hall en tant que constructeur. Fabriquée par Troutman et Barnes, la Chaparral 1 est derivée de la Scarab-Reventlow Automobiles Inc. initialement construite pour Lance Reventlow en 1957. C'est une voiture conventionnelle à moteur avant mais très reculé, dans l'esprit d’un moteur central. Initialement, la voiture devait être produite comme voiture de course, mais seules cinq sont construites : deux pour l'équipe de Jim Hall, trois autres pour la vente. Jim Hall la fait courir en 1961 et, durant l'hiver, il repense les voitures pour les faire gagner en 1962 et 1963. Il s'occupe, pendant ces années, du design de la Chaparral 2.
| Année | Épreuve                   | Position | Pilotes            |
| ----- | ------------------------- | -------- | ------------------ |
| 1962  | Road America June Sprints | 1er      | Jim Hall           |
| 1962  | Road America June Sprints | 2e       | Harry Heuer        |
| 1962  | 500 miles de Road America | 1er      | Jim Hall Hap Sharp |

### Chaparral 2A
La Chaparral 2A était une voiture de course construite puis utilisée de 1963 à 1966 par Chaparral. Elle "choqua" le monde du sport automobile en remportant sous une pluie torrentielle la victoire, sur un des circuits les plus difficiles d'Amérique du Nord : les 12 Heures de Sebring 1965.

### Chaparral 2D
Chronologie des modèles
La 2D est une variante de la Chaparral 2 avec un poste de pilotage fermé, elle est conçue pour les courses d'endurance de 1966. Elle remporte les 1 000 kilomètres du Nürburgring en 1966 avec Phil Hill et Joakim Bonnier. Elle participe également, la même année, aux 24 Heures du Mans, mais abandonne après 111 tours.
Elle apparaît dans le jeu vidéo Gran Turismo 4 (PlayStation 2)

### Chaparral 2E
Construite sur la base de la 2C, elle est la première voiture de course à posséder un aileron mobile manœuvrable par le pilote afin d'adapter l'appui aérodynamique en fonction des portions du circuit.

### Chaparral 2F

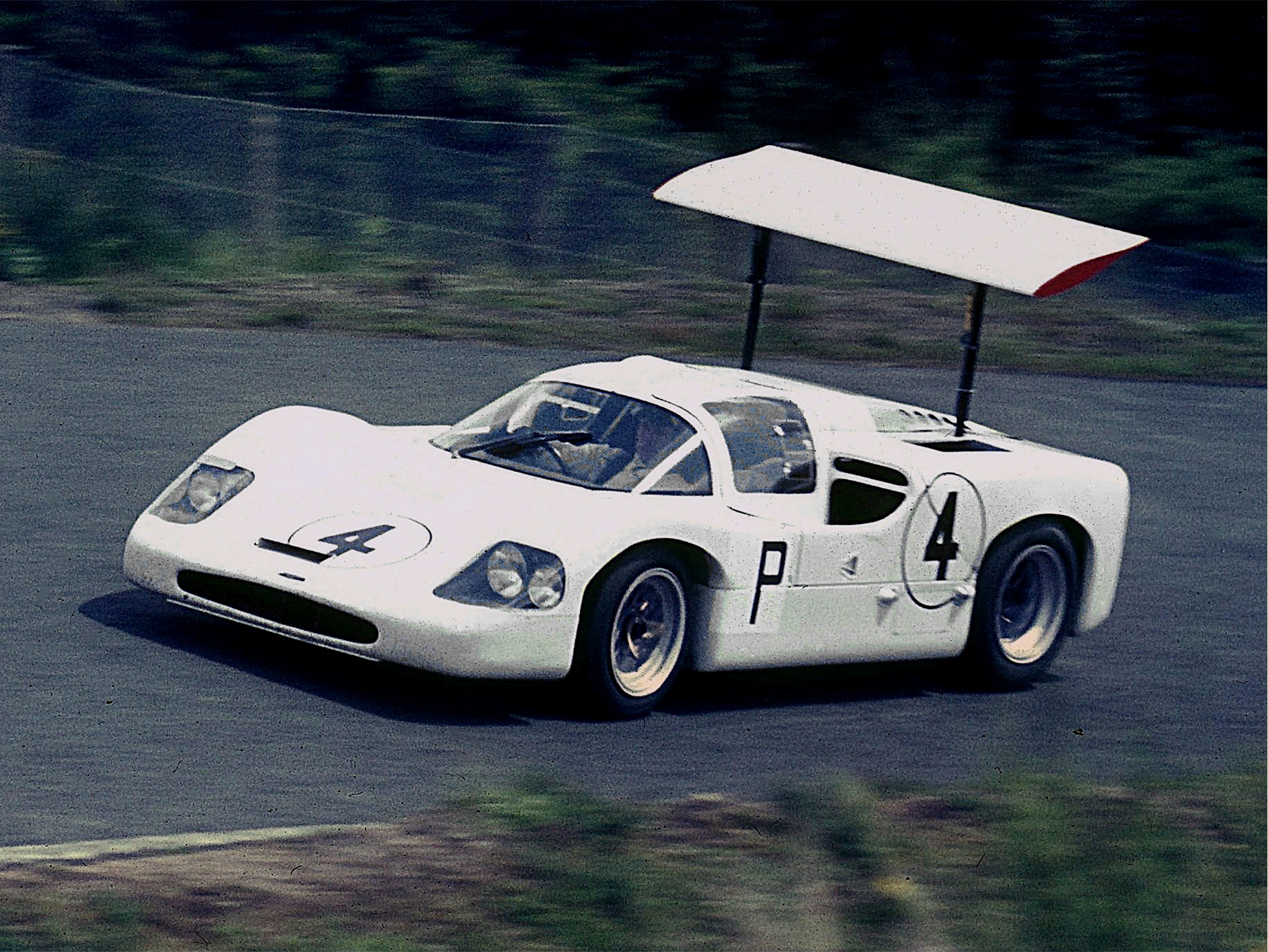
Mike Spence lors des 1 000 kilomètres du Nürburgring 1967 sur la Chaparral 2F.

### Chaparral 2J

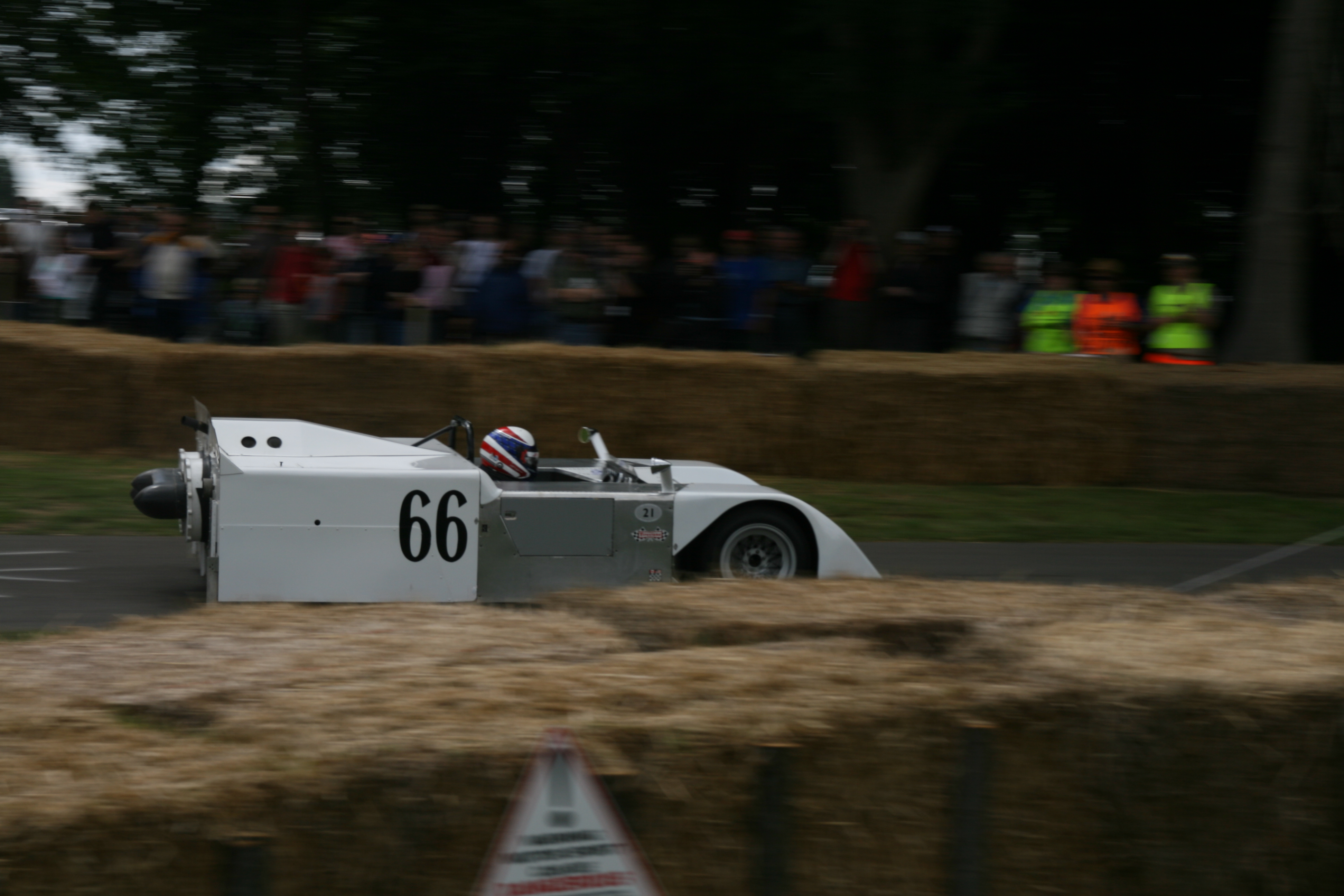
La Chaparral 2J au festival de vitesse de Goodwood

Pour la saison 1970 de la série CanAm du SCCA, championnat nord-américain, Chaparral tira les leçons des erreurs de la 2H, qui défiait les lois de l'aérodynamique, et créa la 2J, sous certains angles encore plus excentriques que la 2H. Son architecture en faisait la première voiture à effet de sol actif au monde. L'air qui s'écoulait sous la voiture en mouvement était aspiré par des ventilateurs situés à l'arrière de la carrosserie, ce qui, grâce à l'ajout de jupes latérales, générait un appui considérable. Ces deux ventilateurs étaient animés par deux moteurs 2-temps de motoneige refroidis par air, indépendamment du moteur normal.
La force de dépression produite était supérieure au poids de la voiture: La revue Sport Auto rapporta à l'époque que, à supposer que les moteurs aient pu fonctionner en position inversée, la voiture aurait pu rouler.... au plafond de son atelier.
Pour permettre ce tour de force, l'espace entre les flancs de la carrosserie (très cubique à l'arrière) et la piste devait  être minimal: la voiture était donc équipée de "jupes" rasant le sol, réalisées dans un matériau "miracle" le Lexan (marque déposée) un polycarbonate que venait de développer la division "plastiques" de la puissante firme General Electric.
On aperçoit ces jupes (bandes grises) sur les petites vidéos de la Chapparal 2J. Par la suite le système des jupes sera réutilisé sur les Formule 1 européennes dans les années 70-80, la dépression étant produite non par des ventilateurs auxiliaires mais par des écopes d'extraction aérodynamiques judicieusement étudiées. Le système des jupes sera ensuite interdit en Formule 1 à la suite d'accidents (une avarie sur les jupes provoquait une perte d'adhérence catastrophique)
Autre inconvénient des puissants ventilateurs auxiliaires : ils avalaient goûlument poussière, sable et gravillons avant de les recracher vers l'arrière en une véritable mitraillade, au grand dam des autres concurrents tentant de suivre la "voiture aspirateur".
Profitant des failles du règlement, la Chaparral 2J fut surnommée « l'aspirateur » et ne laissa personne de marbre. Outre son apparence radicale, elle offrait des performances dynamiques de premier ordre mais rencontrait de nombreux problèmes mécaniques. Elle surclassa la McLaren M8D d'usine jouissant pourtant d'une réputation d'invincibilité cette année-là en s'emparant de la pole position lors des septième et dixième épreuves du championnat.
Cependant, la SCCA donna raison aux réclamations des concurrents qui craignaient une avancée aussi radicale et bannit l'emploi de moteurs auxiliaires pour la saison 1971, ce qui condamna la Chaparral 2J à demeurer à jamais au garage.
Chaparral disparut avec cette voiture de la compétition, avant de revenir avec la 2K, une monoplace, dix ans plus tard.
Données techniques :
- Puissance: 689 ch à 7 200 tr/min
- Couple : 653 N m
- Transmission : Propulsion
- Poids : 821 kg
- Cylindrée : 7 600 cm3

### Chaparral 2K

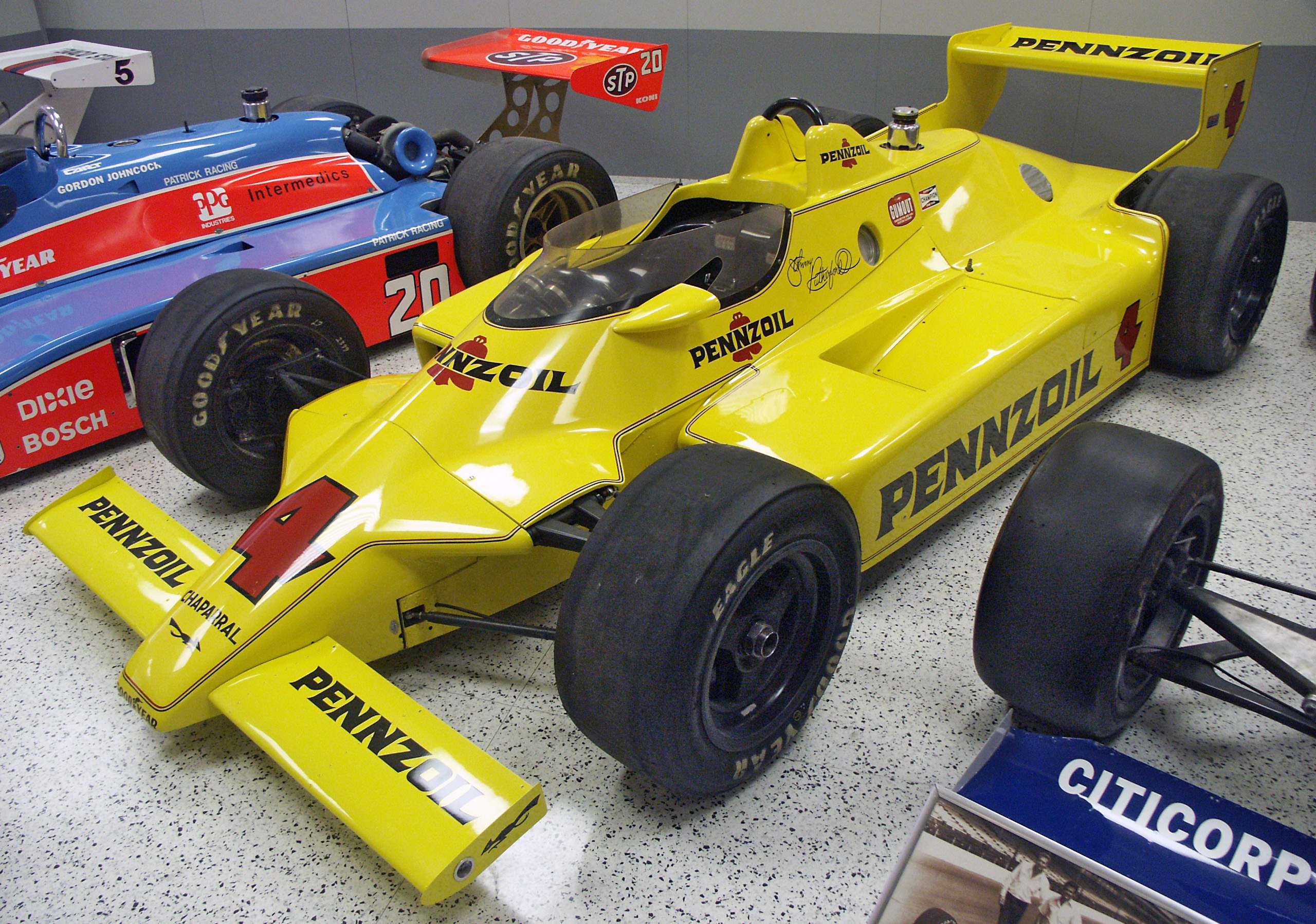
Une Chaparral 2K exposée au Hall of Fame Museum de l'Indianapolis Motor Speedway

La 2K est une monoplace construite pour la série américaine IndyCar. Conçue par l'ingénieur britannique John Barnard, elle est inspirée par la Formule 1 où l'effet de sol a commencé à être mis au point (notamment par Lotus et sa Lotus 78).
La voiture fait ses débuts en 1979 avec le pilote Al Unser Sr. et gagnera six courses sur vingt-sept participations en trois saisons. Elle rencontre son plus grand succès avec la victoire de Johnny Rutherford aux 500 miles d'Indianapolis 1980, lequel remporte avec la 2K le championnat Champ Car de la même année.